# Assemblée nationale populaire (Guinée-Bissau)
Pour les autres articles nationaux ou selon les autres juridictions, voir Assemblée populaire nationale.
Pour les autres articles nationaux ou selon les autres juridictions, voir Assemblée nationale.
Assemblée actuellement dissoute
Palácio Colinas de Boé
L'Assemblée nationale populaire (en portugais : Assembleia Nacional Popular ; abrégé en ANP) est le parlement monocaméral de la Guinée-Bissau. Elle est investie du pouvoir législatif et a pour rôle de contrôler l'action du gouvernement.
Elle est composée de 102 membres — appelés « députés » — élus au scrutin proportionnel pour un mandat de quatre ans. Elle siège au Palácio Colinas de Boé situé à Bissau.

## Système électoral
L'Assemblée nationale populaire est composée de 102 sièges pourvus tous les quatre ans dont cent au scrutin proportionnel plurinominal avec liste bloquées dans vingt-sept circonscriptions plurinominales. Les deux sièges restants sont depuis 2018 élus par la diaspora, présente notamment en Afrique et en Europe. Les partis ont l'obligation de présenter des listes de candidats comportant au moins 36 % de femmes dans chacune des circonscriptions.